# Ronnie Theseira
 Ronald Ignatius Ronnie Theseira  (født 17. maj 1930, død 18. juni 2022) var en malaysisk sportsmand, der dyrkede flere sportsgrene. 
Hans største passion var fægtning, og han var med til at introducere denne sportsgren i Malaysia i 1950'erne samt grundlægge den malaysiske amatørfægteorganisation. Han deltog somfægter i OL 1964 i Tokyo i de individuelle konkurrencer i sabel, kårde og fleuret, hvor han dog blev elimineret i første runde i alle tre discipliner.
Han deltog desuden i Commonwealth Games 1970 og VM 1986, hvor han heller ikke nåede så langt. Theseira var desuden fægtetræner og fungerede i denne rolle frem til 1990'erne. Han var præsident for det malaysiske fægteforbund 1981-1986.
Blandt de øvrige sportsgrene, han dyrkede, var boksning, hvor han var lokal mester i bantamvægt, bodybuilding samt sportsdans. I sit civile liv var Theseira administrativ medarbejder på et hospital.

## Referenecer
1. ↑  Former fencing Olympian Ronnie Ignatius passes away (engelsk), thestar.com, 19. juni 2022, hentet 21. juni 2022
2. 1 2 3  Ronnie Theseira, olympedia.org, hentet 24. juni 2022